# Antti Kupiainen
Antti Kupiainen (nacido el 23 de junio de 1954 en Varkaus, Finlandia) es un físico matemático finlandés.

## Educación y carrera
Kupiainen completó su educación universitaria en 1976 en la Universidad Técnica de Helsinki y recibió su doctorado. en 1979 de la Universidad de Princeton con Thomas C. Spencer (y Barry Simon) con la tesis Algunos resultados rigurosos sobre la expansión 1/n.  Como postdoctorado pasó el año académico 1979/80 en la Universidad de Harvard y luego realizó investigaciones en la Universidad de Helsinki. Se convirtió en profesor de matemáticas en 1989 en la Universidad de Rutgers y en 1991 en la Universidad de Helsinki.
En 1984-85 fue profesor Loeb en Harvard. Fue varias veces profesor visitante en el Instituto de Estudios Avanzados.  Fue profesor invitado en varias instituciones, entre ellas IHES, la Universidad de California, Santa Bárbara, MSRI, École normale supérieure y el Institut Henri Poincaré. Fue dos veces orador invitado en el Congreso Internacional de Matemáticos; Sus charlas ICM fueron en 1990 en Kyoto sobre Renormalization group and random systems and in 2010 at Hyderabad on Origins of Diffusion.
De 2012 a 2014 fue presidente de la Asociación Internacional de Física Matemática. De 1997 a 2010 formó parte del consejo editorial de Comunicaciones en Física Matemática. En 2010 recibió el Premio de Ciencias de la ciudad de Helsinki. Recibió una Beca Avanzada del Consejo Europeo de Investigación (ERC) para el período 2009-2014.

## Investigación
Kupiainen trabaja en teoría constructiva de campos cuánticos y mecánica estadística. En la década de 1980 desarrolló, con Krzysztof Gawedzki, un método de Grupo de renormalización (RG) para el análisis matemático de teorías de campo y transiciones de fase para sistemas de espín en redes.      Además, en la década de 1980, él y Gawedzki investigaron sobre teorías de campos conformes, en particular el modelo WZW (Wess-Zumino-Witten). Luego estuvo involucrado en aplicaciones del método RG a otros problemas de la teoría de la probabilidad, la teoría de ecuaciones diferenciales parciales (por ejemplo, formación de patrones, explosión y frentes móviles en soluciones asintóticas de ecuaciones diferenciales parabólicas no lineales),   y sistemas dinámicos (por ejemplo, teoría KAM). 
Como aplicación de RG en la teoría de la probabilidad, Kupiainen y Jean Bricmont demostraron que el paseo aleatorio con probabilidades de transición aleatoria asimétrica en tres o más dimensiones espaciales conduce a la difusión (y por tanto a un comportamiento irreversible en el tiempo).  Kupiainen continuó sus investigaciones sobre los orígenes de la difusión y la irreversibilidad del tiempo en varios sistemas modelo (como mapeos caóticos acoplados y oscilaciones anarmónicas débilmente acopladas). 
También investigó el problema del flujo turbulento en modelos hidrodinámicos.  Con Gawedzki, estableció "un escalado anómalo del rango de inercia de las funciones estructurales para un modelo de advección isotrópica homogénea de un escalar pasivo mediante un campo vectorial aleatorio". (La teoría de la turbulencia homogénea de Kolmogorov falla para un modelo particular).  
En 1996, Kupiainen y Bricmont aplicaron métodos de alta temperatura desde la mecánica estadística a sistemas dinámicos caóticos. 